# 洲崎神社 (名古屋市)
洲崎神社（すさきじんじゃ）は、愛知県名古屋市中区栄1丁目31-25にある神社。社格は旧郷社。
堀川の左岸（東岸）にある。江戸時代には広井天王や牛頭天王とも呼ばれ、洲崎天王祭は名古屋東照宮の時代祭と並ぶ名古屋城下の二大祭であった。

## 祭神
主祭神
- 素戔嗚尊
- 五男三女神
- 稲田姫命

相殿神
- 石神
- 布都御魂
- 道祖神
- 猿田彦命
- 天鈿女命

## 歴史

### 創建
かつて西側には入り江が広がっていた。境内にはムク、エノキ、カシ、マツなどが生えており、椋の森と呼ばれていた。社殿によると貞観年間（859年～877年）頃の勧請とされ、出雲国の稲田宮の神を移し祀った。

### 近世
名古屋城の築城時には南北が藩士の邸宅に転用され、境内が縮小している。慶長15年（1610年）に福島正則によって堀川が開削されると、尾張藩主から愛知郡日置村の土地を禰宜の屋敷に賜り、以後は代々の藩主から金銀や什器などの寄進を受けた。元和3年（1617年）、寛永18年（1641年）、承応2年（1653年）、寛文10年（1670年）、元禄4年（1691年）などに社殿を改修した。
宝永6年（1709年）には神輿が築造され、享保18年（1733年）には初めて新馬場の御旅所に神幸した。寛政12年（1800年）4月には神官の家が火事に遭い、古文書などの多くが焼失した。江戸時代以前には広井天王、牛頭天王社、天王崎神社などと呼ばれた。

### 近現代
明治時代以後の住所表記は天王崎町。明治初期には近代社格制度における郷社に列せられた。1877年（明治10年）に設置された旭廓からの信仰が篤く、1923年（大正12年）に旭廓が中村に移ってからも中村遊廓で天王祭を執り行っていた。1912年（明治45年）、石神を祀る石神神社を合祀した。1916年（大正5年）時点では文久2年（1862年）竣工の神殿、渡殿、祭文殿、拝殿、玉垣、神饌所、神庫、社務所、1906年（明治39年）竣工の石鳥居などがあった。

## 境内

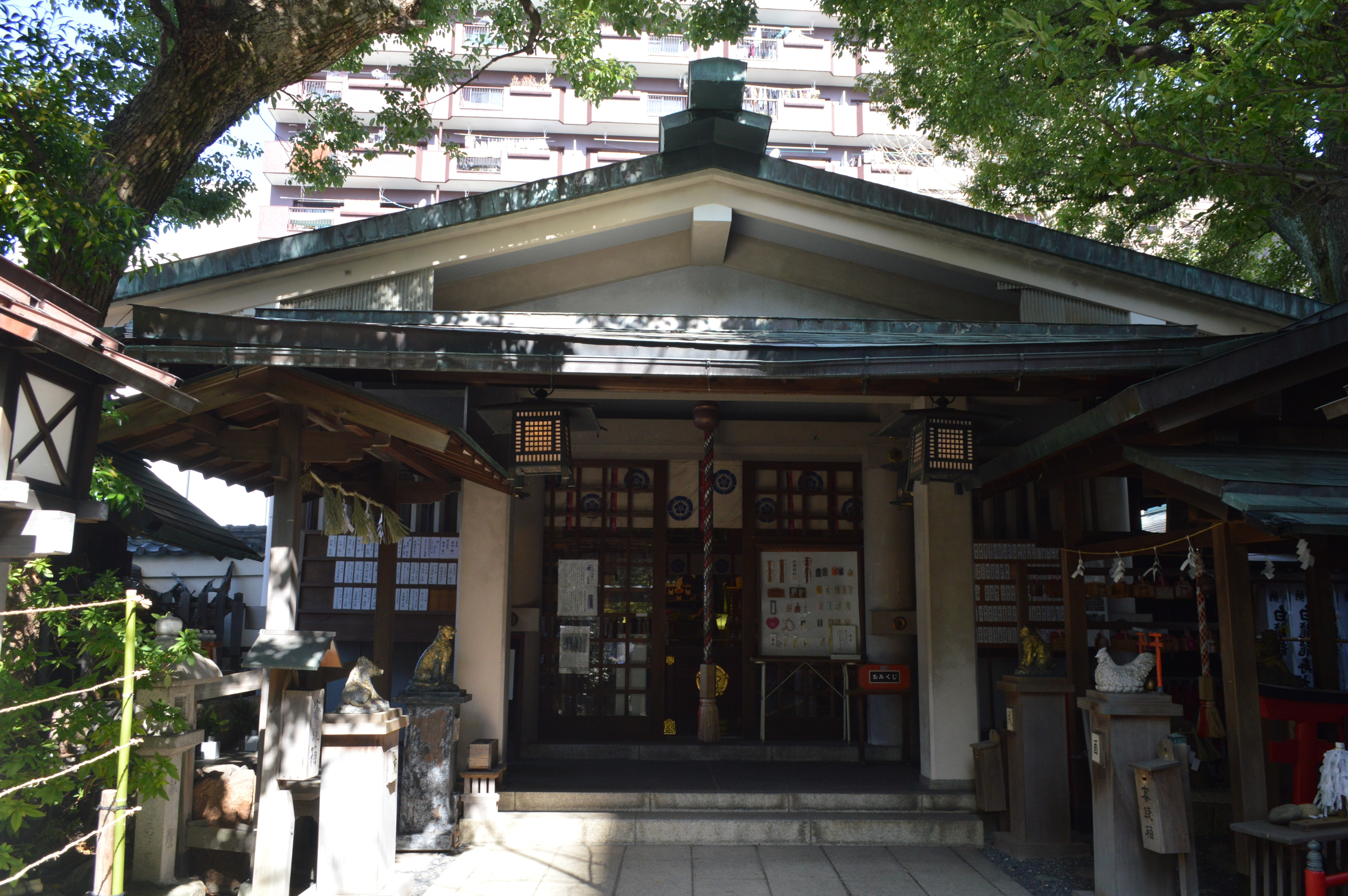
社殿

- 社殿

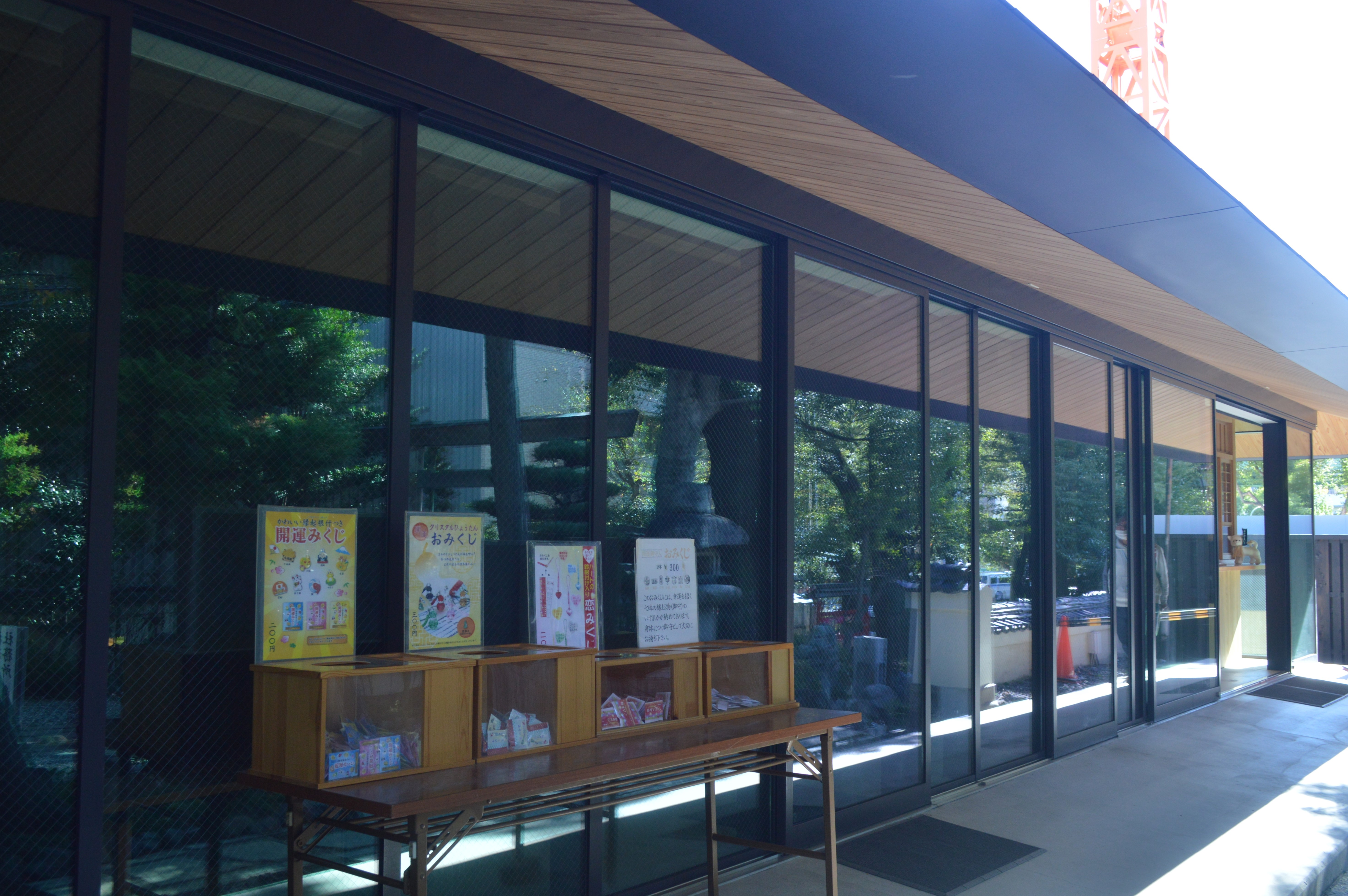
社務所
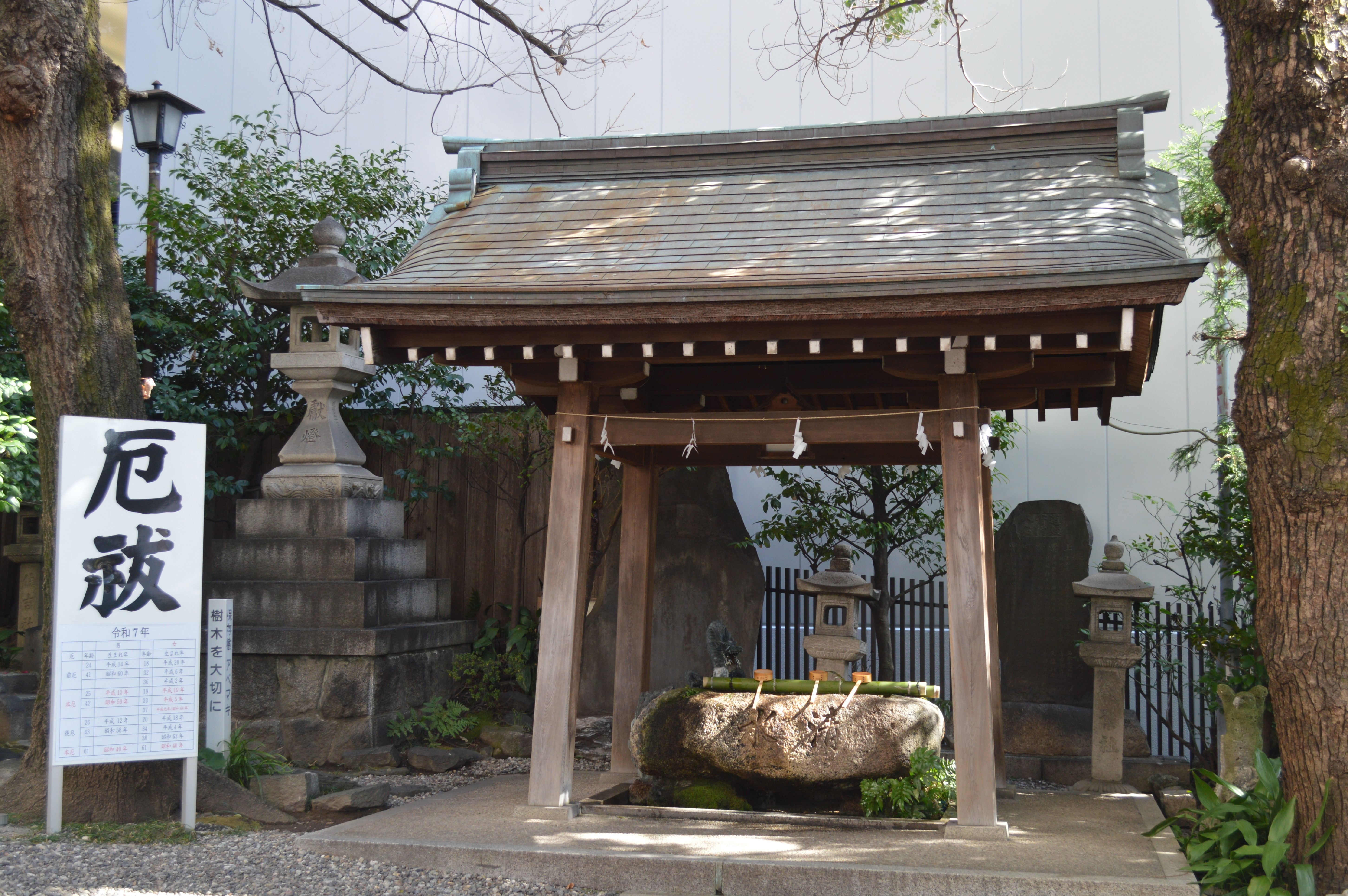
手水舎
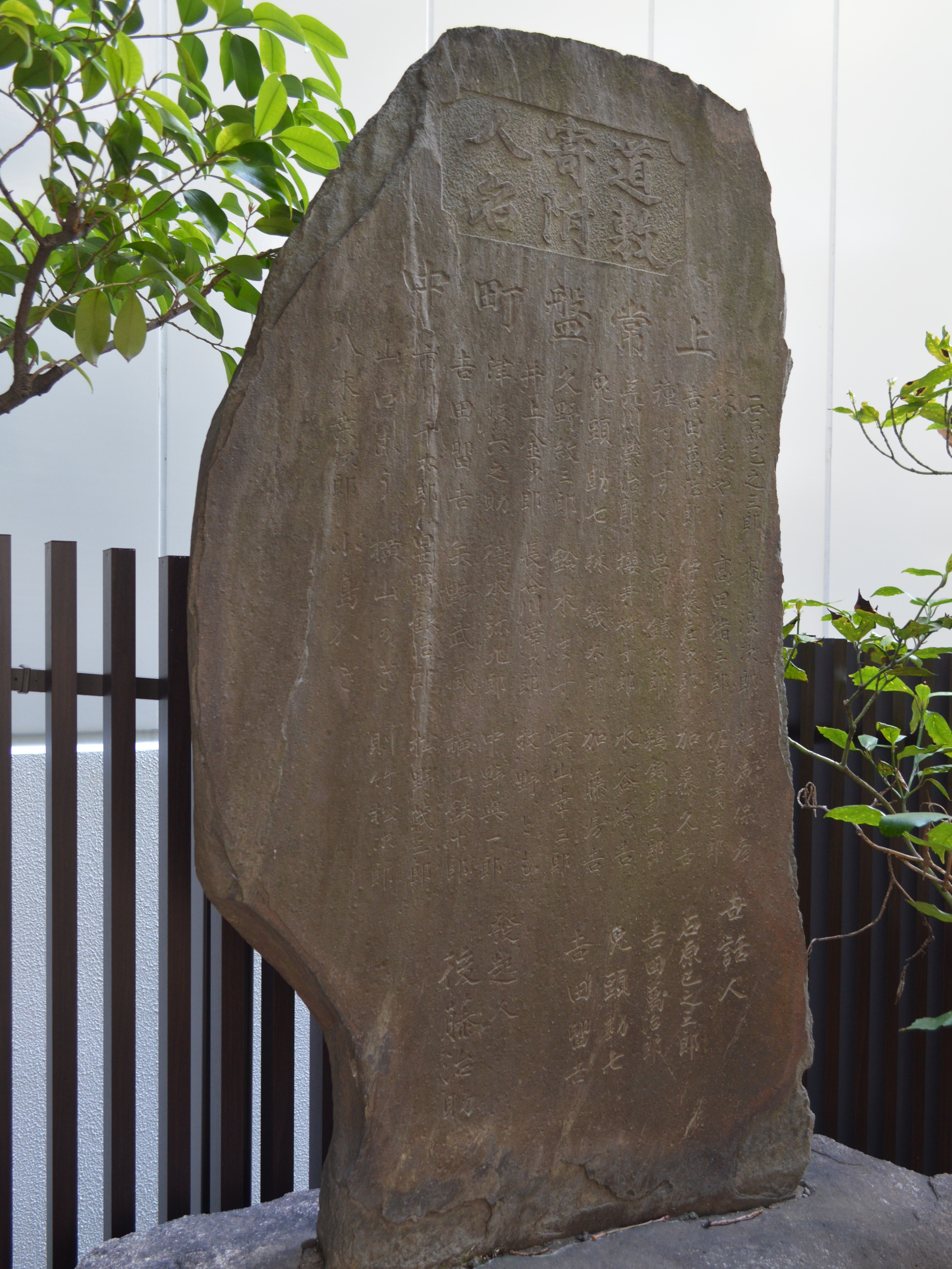
旭廓の上常盤町からの寄進を示す石碑

- 明治神宮遥拝所
- 伊勢神宮遥拝所
- 橿原神宮遥拝所
- 宮城遥拝所

- 社務所
- 手水舎
- 旭廓の上常盤町からの寄進を示す石碑

### 摂末社

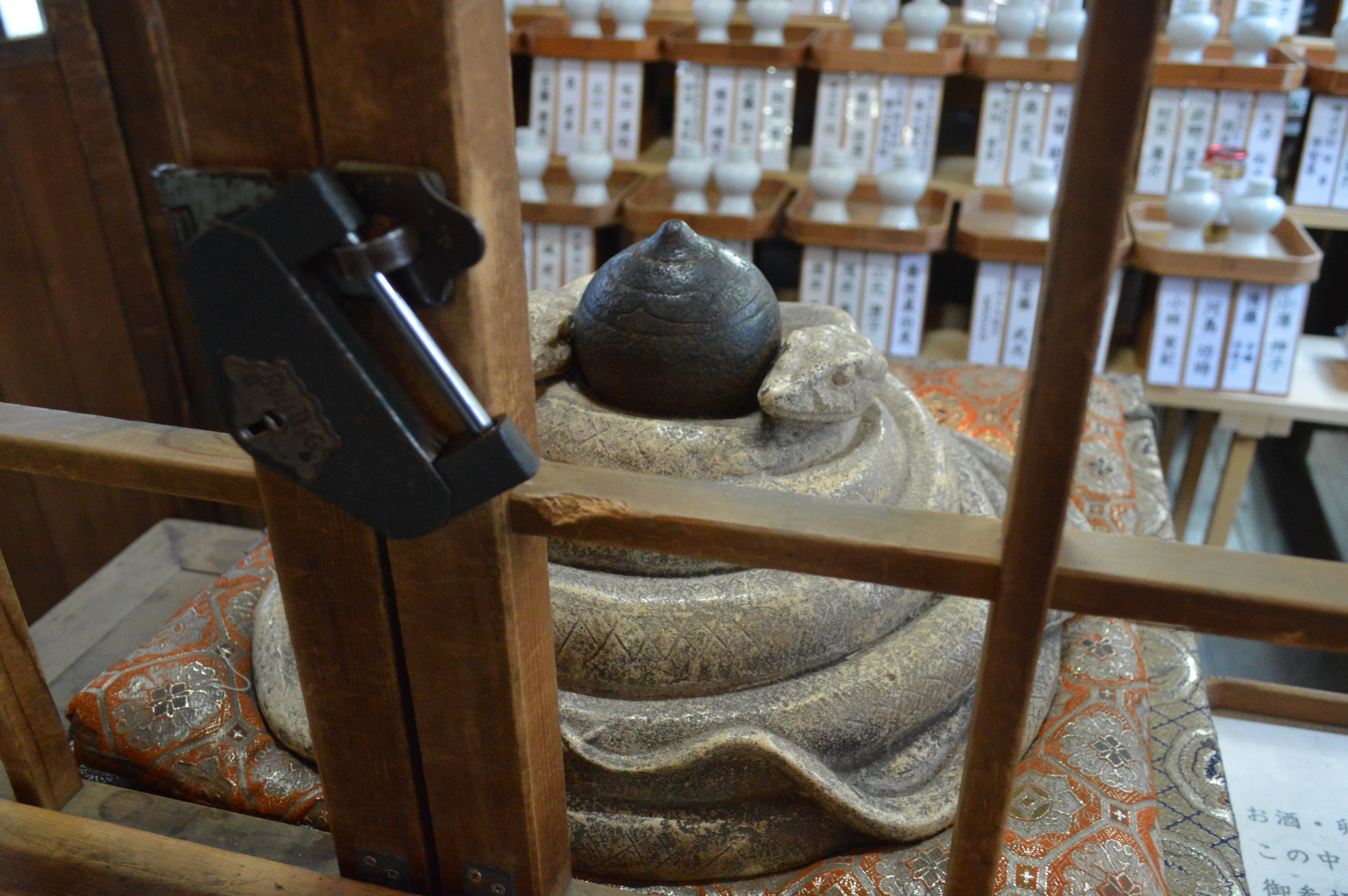
白龍龍寿大神

- 白龍社 - 白龍龍寿大神を祀る。巳年である2025年（令和7年）には例年の4倍から5倍の参拝者があるという[3]。
- 英霊社

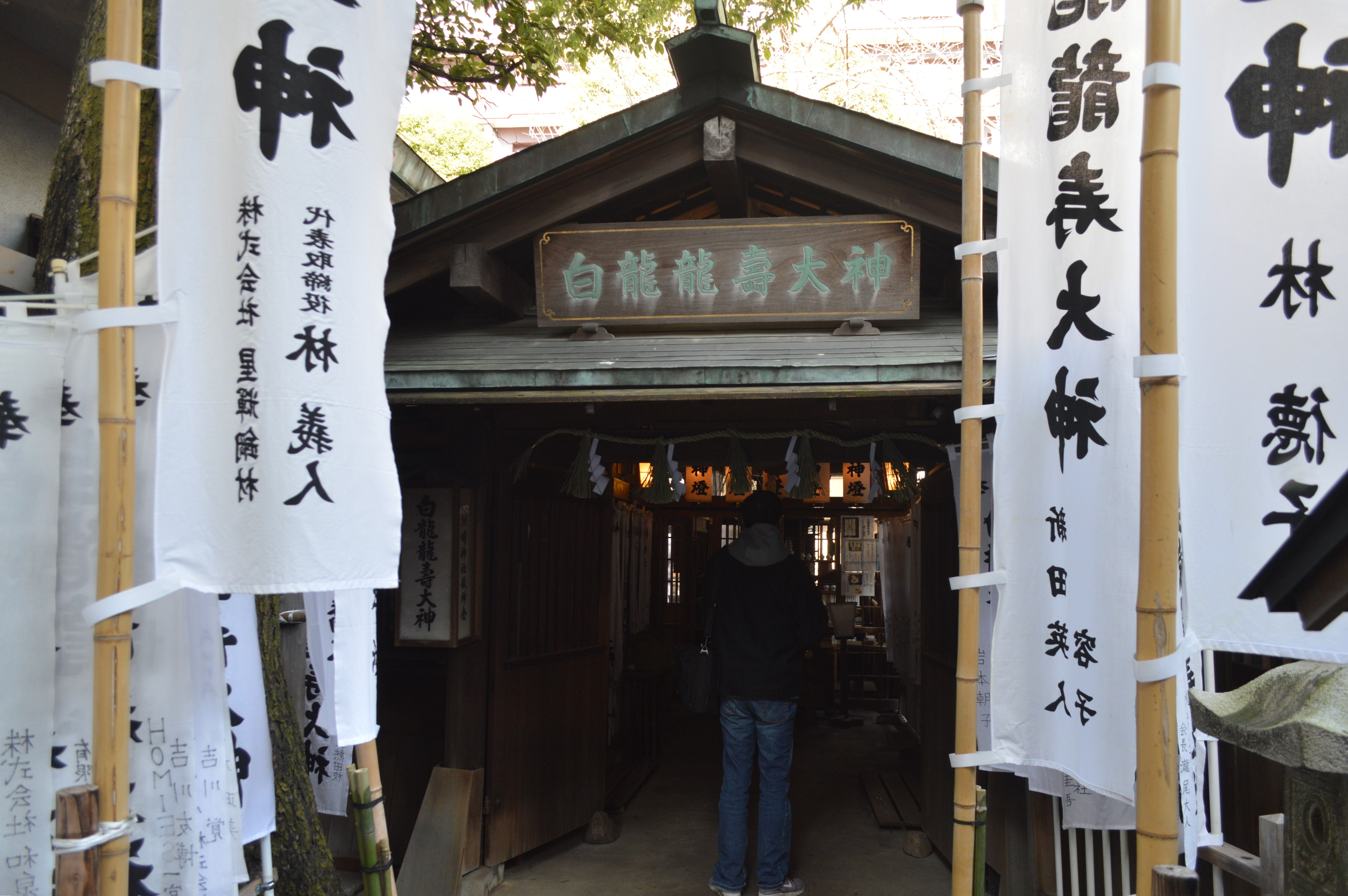
白龍社
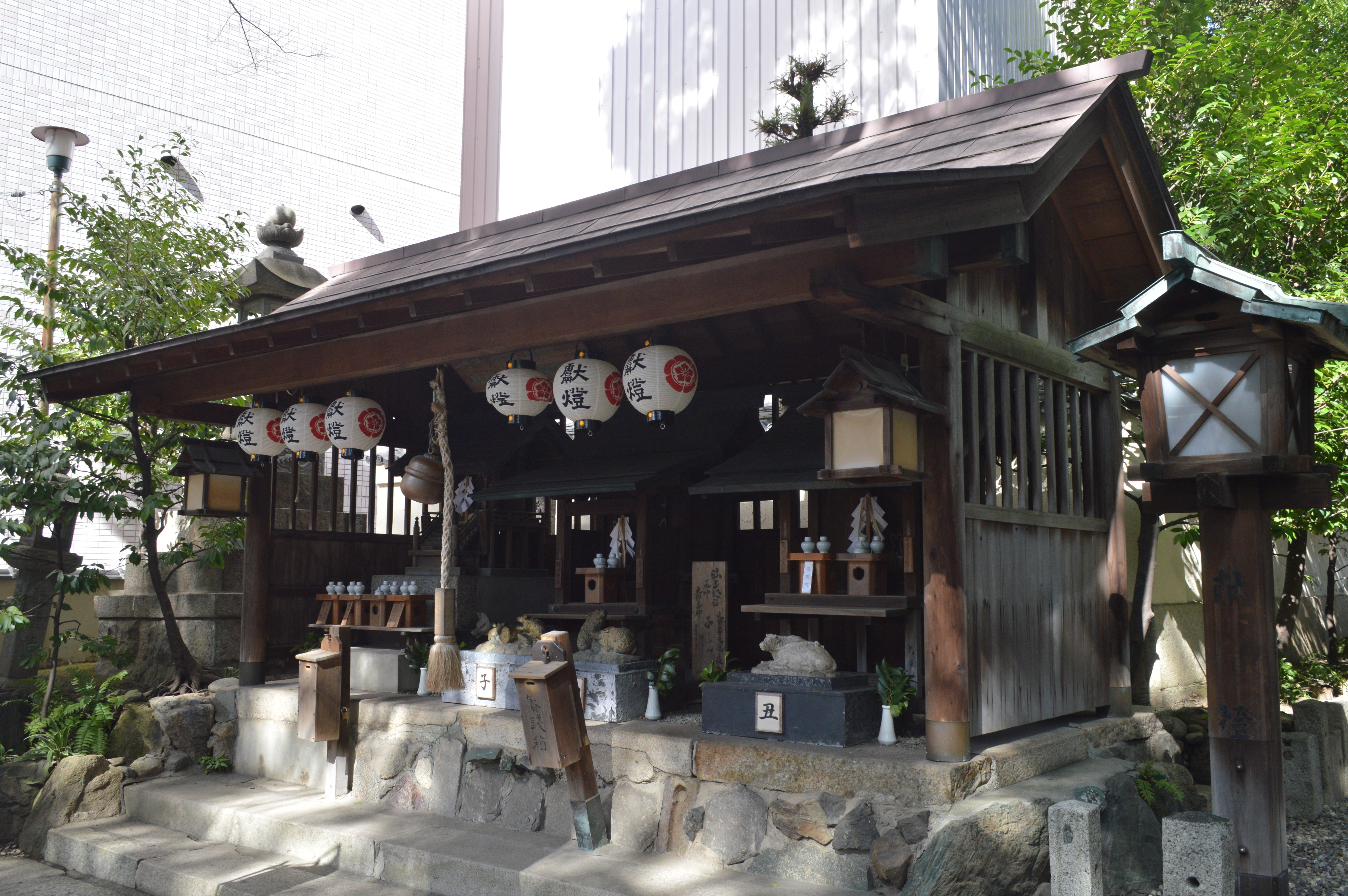
泰産社 - 弥五郎社との相殿。
- 弥五郎社 - 泰産社との相殿。
- 秋葉社 - 稲荷社との相殿。
- 稲荷社 - 秋葉社との相殿。
- 住吉社 - 船玉社との相殿。
- 船玉社 - 住吉社との相殿。
- 俤社
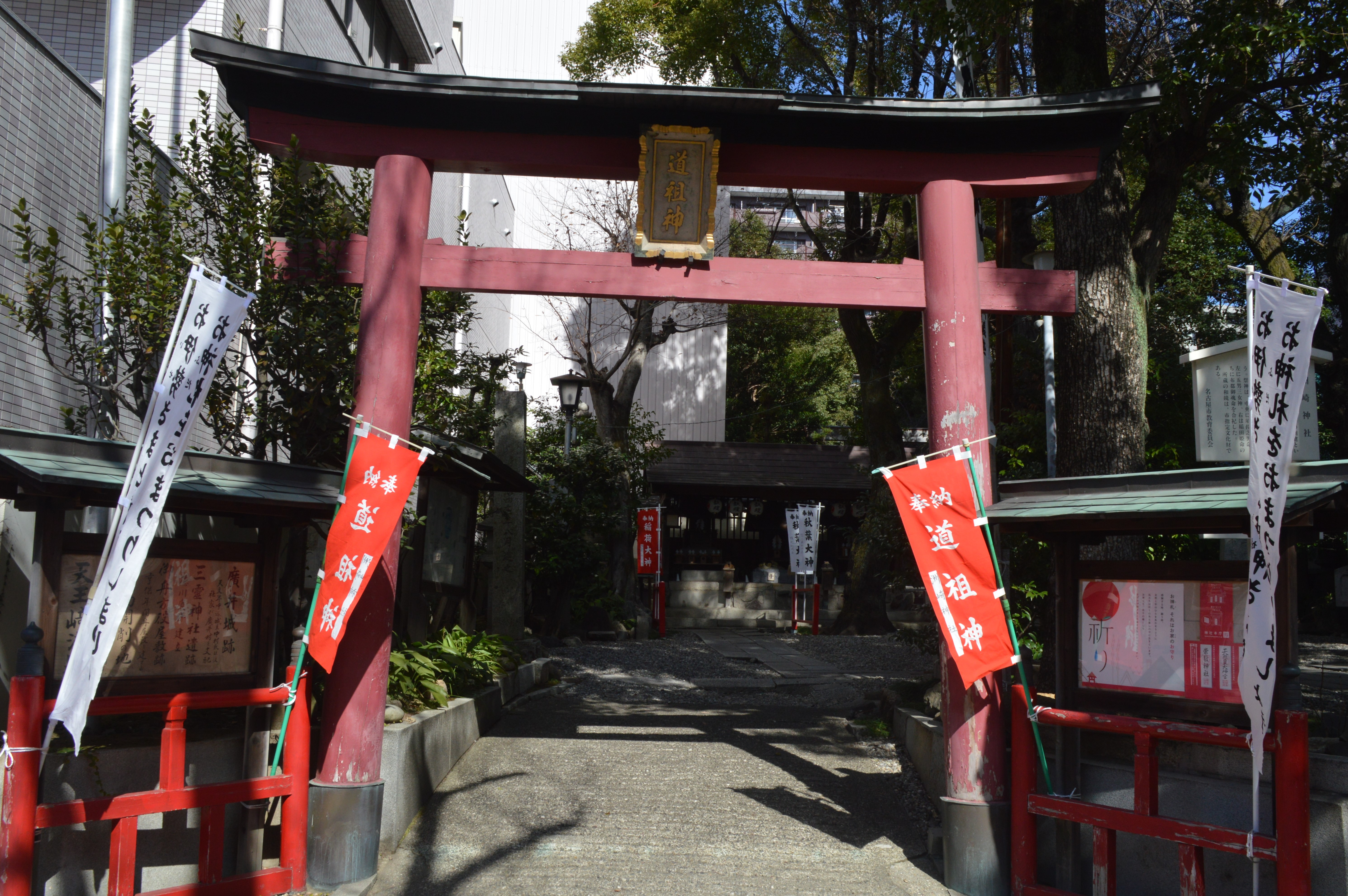
道祖神
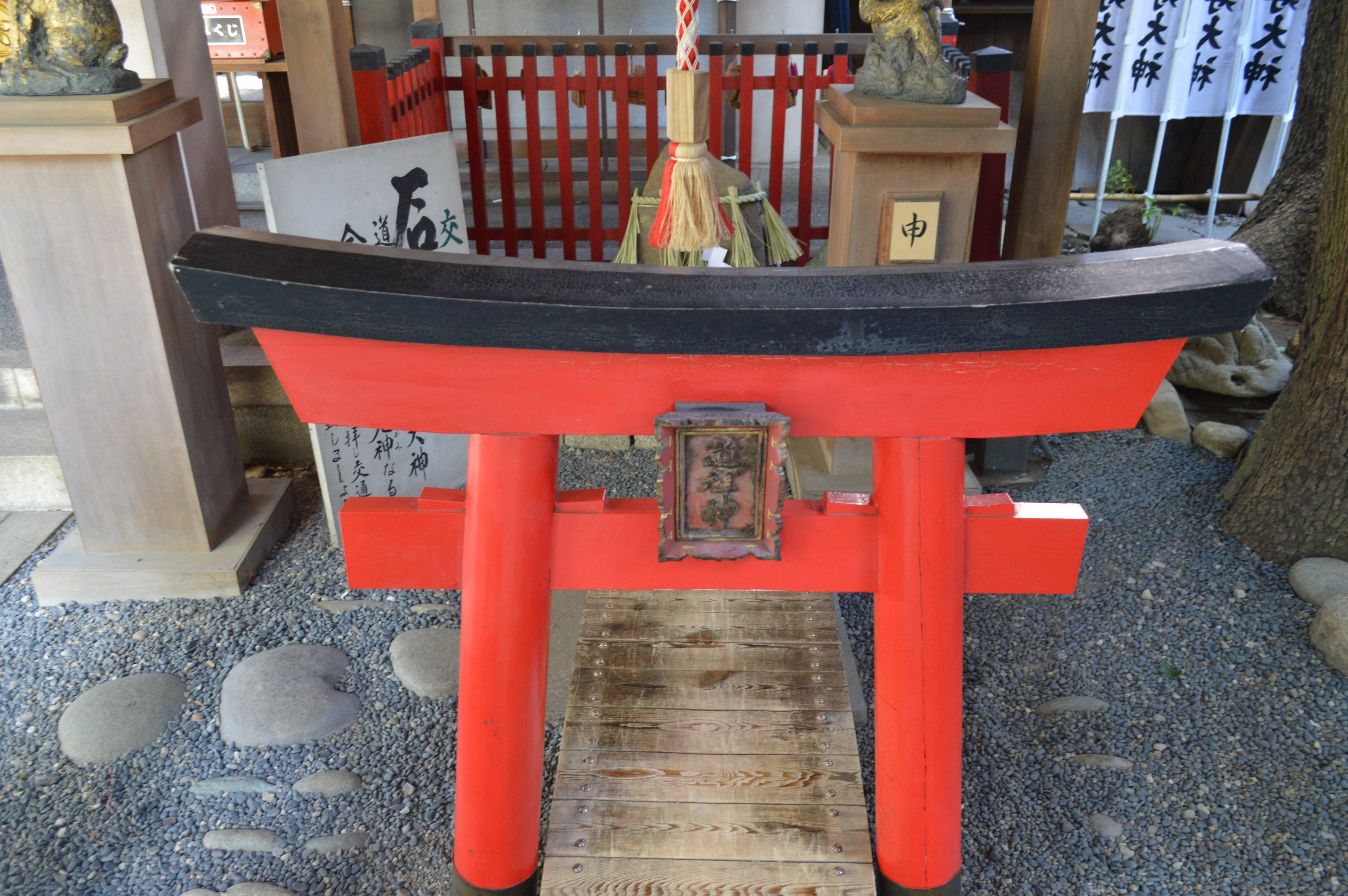
道祖神のミニ鳥居

- 白龍社
- 秋葉社と稲荷社の相殿
- 道祖神の鳥居
- 道祖神のミニ鳥居

## 行事
- 7月13日・14日：例祭
- 7月第3土曜とその翌日：提灯祭

## 文化財

### 市指定文化財
- 和鏡 附 黒漆塗鏡筥1合 - 平安時代後期、鎌倉時代後期[4]。1973年（昭和48年）10月15日指定[4]。